# Jan Kępiński (1823–1897)
Jan Jerzy Michał Kępiński herbu Niesobia (ur. 11 października?/23 października 1823 w Suwałkach, zm. 13 marca 1897 w Szczurowej) – polski ziemianin pochodzący z Litwy, właściciel dóbr Szczurowa i Moszczanica, działacz społeczny.

## Życiorys

### Dzieciństwo i młodość

Herb Kępińskich - Niesobia

Jan Kępiński urodził się 23 października 1823 w Suwałkach jako syn Walentego i Leopoldyny. Wywodził się z pochodzącego z Litwy rodu Kępińskich pieczętujących się herbem Niesobia. Jego rodzina była wyznania kalwińskiego.
W młodości oficer wojska rosyjskiego – brał udział w wyprawie mającej na celu stłumienie powstania węgierskiego. Raniony, zachorował na febrę, co przerwało jego dalszy udział w wyprawie i spowodowało, że trafił pod opiekę swojej przyszłej żony – Anastazji Zielińskiej zd. Chwalibóg, właścicielki dwóch dominiów: Moszczanicy (wsie: Kocierz Moszczanicki, Moszczanica i Łysina oraz części wsi: Łękawica, Okrajnik, Oczków i Ślemień) w cyrkule wadowickim, oraz Szczurowej (wsie: Rylowa, Rząchowa i Szczurowa) w cyrkule bocheńskim, które odziedziczyła po pierwszym mężu Ignacym Zielińskim.

### Dalsze życie i wpływ na rozwój Szczurowej

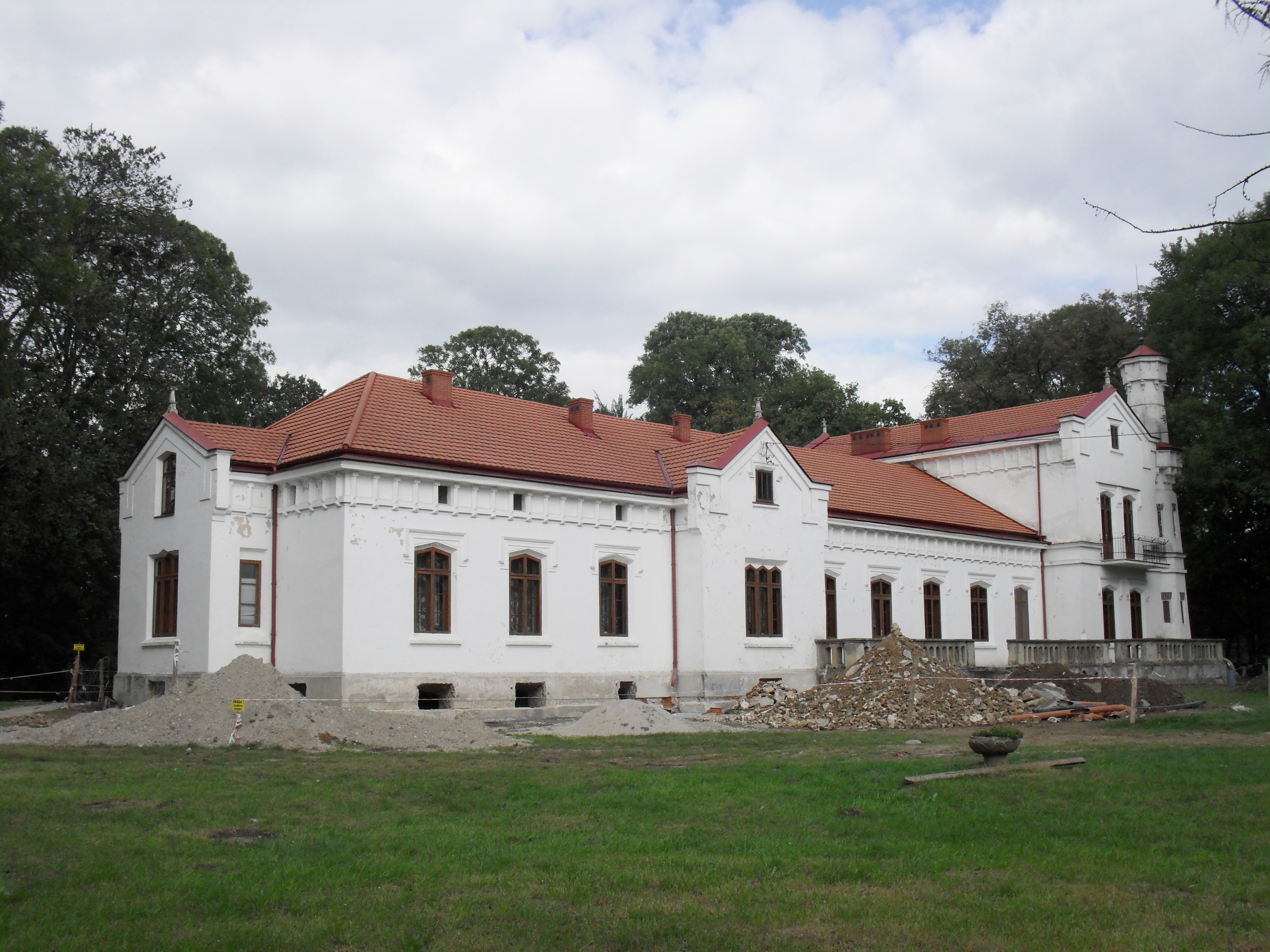
Pałac Kępińskich w Szczurowej

W latach 50 XIX wieku Jan Kępiński poślubił Anastazję i osiadł wraz z nią w Szczurowej. W pamięci mieszkańców zapisał się jako działacz społeczny obdarzony wyjątkowym zmysłem administracyjnym; wraz z żoną niezwykle przyczynił się do rozwoju Szczurowej i poprawy warunków życia jej mieszkańców, przekształcając tę ubogą początkowo wioskę w dobrze prosperujące miasteczko. Z jego inicjatywy powstały m.in. murowane kamienice przy rynku, a także wygodna droga łącząca Szczurową ze stacją kolejową w Brzesku-Słotwinie. Przyczynił się także do rozwoju miejscowego handlu i przemysłu; sprowadzał do miasteczka rękodzielników, zakładał sklepy – bławatne, korzenne, utworzył aptekę oraz pocztę.
W 1854 r. Anastazja i Jan Kępińscy zlecili budowę eklektycznego pałacu o cechach neogotyckich jako siedziby swojego rodu. Po ukończeniu pałacu w 1860 r. prędko stał się on istotnym ośrodkiem kulturalnym – u Kępińskich licznie gościli literaci, publicyści i poeci.

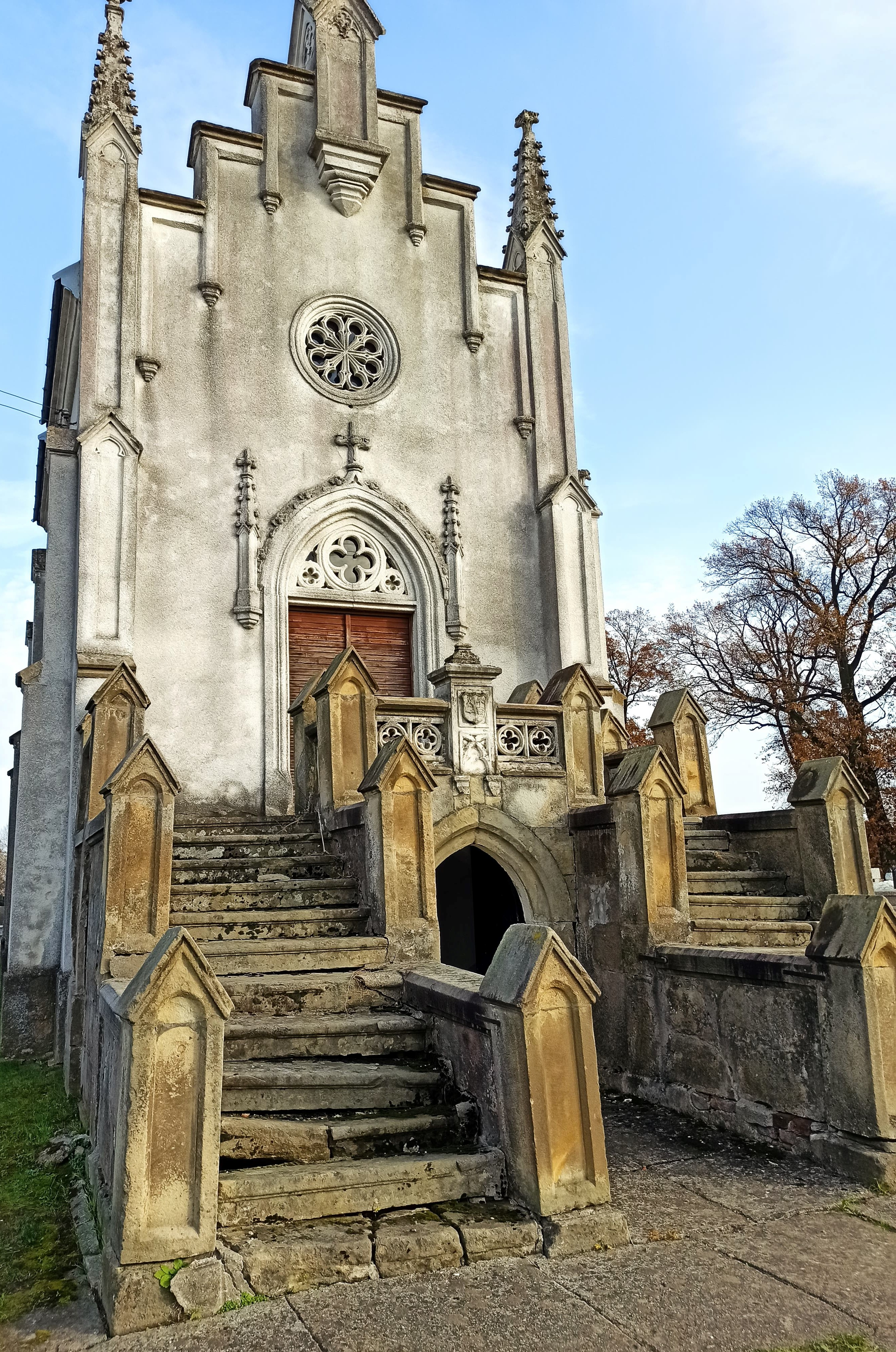
Miejsce spoczynku Jana Kępińskiego

Pomimo bycia z wyznania kalwinem, Jan Kępiński zawsze dokładał wszelkiej troski o rzymskokatolicki parafialny Kościół św. Bartłomieja Apostoła w Szczurowej. W latach 60 XIX wieku zainicjował on remont poprzedniej, drewnianej świątyni, natomiast po pożarze kościoła w 1887 Kępińscy z własnej woli pokryli istotną część kosztów (1/6 z 71 000 złotych) budowy nowej, murowanej świątyni w Szczurowej. Zaangażowanie Jana Kępińskiego nie ograniczyło się jednak jedynie do finansowania kościoła; powołany on został także do prowadzenia budowy i ukończenia jej w jak najwcześniejszym terminie.

### Powstanie styczniowe
W styczniu 1865 sądzony przez c.k. sąd wojskowy w Krakowie za „zbrodnię zaburzenia spokojności publicznej” – prawdopodobnie w związku z aktywnością dotycząca powstania styczniowego. Zwolniony z braku dowodów.

### Śmierć
Zmarł na astmę 13 marca 1897 roku w Szczurowej. Majątek odziedziczyli po nim jego bratankowie: dominium Szczurowa  – Aleksander Kępiński, natomiast dominium Moszczanica – Władysław Kępiński. Spoczął u boku żony w rodowej kaplicy Kępińskich na szczurowskim cmentarzu.

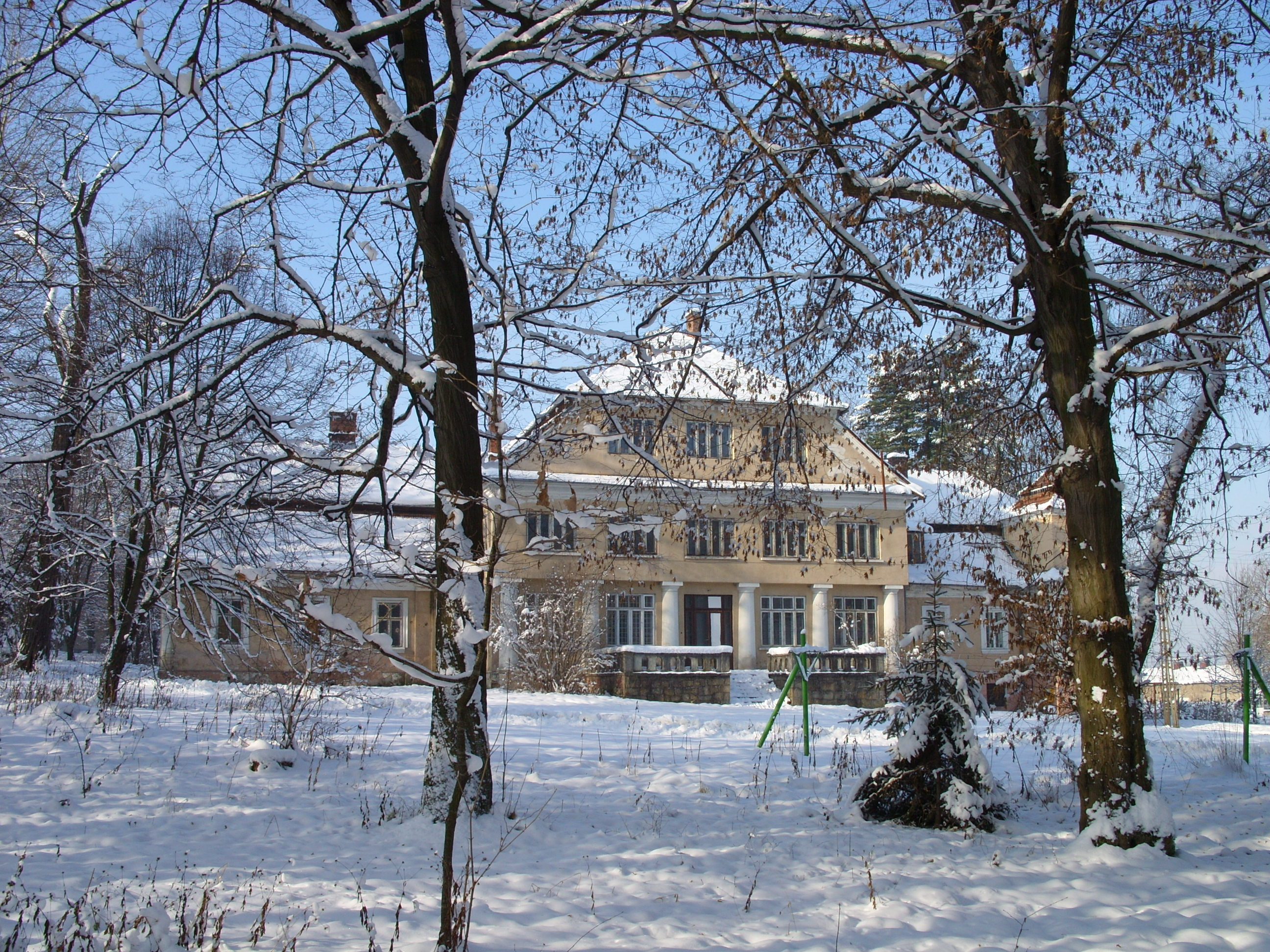
Dwór Kępińskich w Moszczanicy